# Бронин, Евгений Иванович
Евгений Иванович Бронин (1930—2014) — конструктор ЗРК, лауреат Государственной премии СССР, премии Совета Министров СССР, премии Правительства РФ, почётный радист СССР. Разработчик средств автоматизированного проектирования радиоэлектронной аппаратуры (САПР), в том числе для систем ряда С-ЗООП.

## Биография
Родился 3 января 1930 года в Москве.
Окончил физический факультет Московского государственного университета имени М. В. Ломоносова (1953), дипломник кафедры радиолокации.
С 1954 года работал в КБ-1 (НПО «Алмаз», «ГСКБ „Алмаз−Антей“»), в 1985—1997 гг. главный инженер — главный конструктор, с 1997 года − советник генерального директора, с 2005 года и помощник генерального конструктора.
Один из инициаторов внедрения цифровой вычислительной техники.
В 1980-х годах − главный конструктор интегрированной САПР (НАС) Минрадиопрома.
Кандидат технических наук, старший научный сотрудник. Автор более 170 научных трудов.
С 1983 года − заместитель заведующего базовой кафедрой факультета радиотехнических систем МИРЭА при НПО «Алмаз». Доцент.

## Награды
Лауреат Государственной премии СССР (1974), премии Совета Министров СССР (1981), премии Правительства РФ (2001). Почетный радист СССР. Награждён орденами Почёта, Трудового Красного Знамени, тремя медалями.